# Любожица

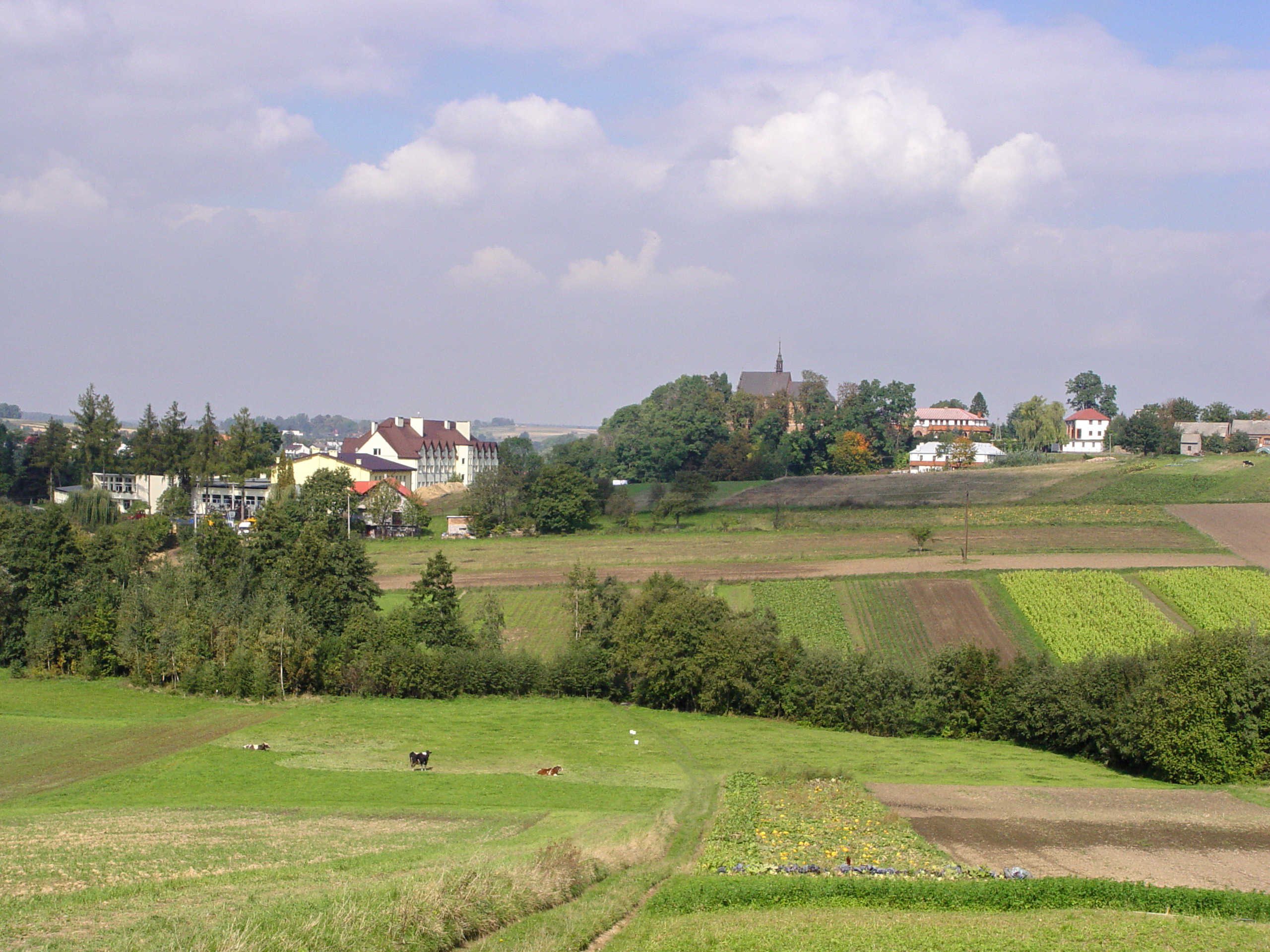
Вид села

Любожи́ца (пол. Luborzyca) — село в Польше в сельской гмине Коцмыжув-Любожица Краковского повета Малопольского воеводства. Административный центр сельской гмины Коцмыжув-Любожица.

## География
Село располагается в 16 км от административного центра воеводства города Краков.
До 1954 года село было административным центром сельской гмины Любожица. В 1975—1998 годах село входило в состав Краковского воеводства.

## Население
По состоянию на 2013 год в селе проживало 785 человека.
| 2010 | 2013 |
| ---- | ---- |
| 782  | 785  |

| Перепись  | Всего   | Всего | Женщины | Женщины | Мужчины | Мужчины |
| --------- | ------- | ----- | ------- | ------- | ------- | ------- |
| Единицы   | человек | %     | человек | %       | человек | %       |
| Население | 785     | 100   | 399     |         | 386     |         |